# Margreeth Smilde
Margaretha Charlotte Adelheid (Margreeth) Smilde (Leeuwarden, 6 juni 1954) is een Nederlands politicus. Zij was van 23 januari 2008 tot 20 september 2012 lid van de Tweede Kamer der Staten-Generaal namens het Christen-Democratisch Appèl (CDA). Eerder was ze van juli 2002 tot januari 2003 en van juni 2003 tot november 2006 lid van het parlement.
Smilde was medewerkster van een lid van het Europees Parlement en lid van de Provinciale Staten van Drenthe. Smilde hield zich in de Tweede Kamer onder meer bezig met volksgezondheid (medische ethiek, geneesmiddelen, orgaandonatie, geneeskundige zorg), grondwetszaken en koninklijk huis.
Bij haar vertrek uit de Tweede Kamer op 19 september 2012 werd Smilde benoemd tot Ridder in de Orde van Oranje-Nassau.

## Persoonlijk
Smilde is woonachtig in Eelde, is gehuwd en heeft twee zoons en twee dochters.